# Peromyia derupta
Peromyia derupta är en tvåvingeart som beskrevs av Jaschhof 2004. Peromyia derupta ingår i släktet Peromyia och familjen gallmyggor. Inga underarter finns listade i Catalogue of Life.